# Японский энцефалит
Японский энцефалит (летне-осенний комариный энцефалит) — острое инфекционное заболевание с трансмиссивным путём передачи инфекции. Вызывается нейротропным вирусом, переносчиками которого являются комары (Culex pipiens, Culex trithaeniorhynchus, Aedes togoi, Aedes japonicus). Характеризуется преимущественным поражением вещества головного мозга и мозговых оболочек.
Кроме человека, восприимчивыми к вирусу японского энцефалита являются белые мыши, обезьяны, лошади, коровы, козы, овцы и другие животные. Для этого заболевания также характерна сезонность, она связана со временем выплода комаров.
29—30 июля 2005 года из Индии поступили сообщения о 1145 случаях заболевания японским энцефалитом. 296 человек скончались. В результате исследований была обнаружена высокая плотность переносчиков японского энцефалита — Culex tritaeniorhynchus и Culex vishnui. Японский энцефалит относится к группе забытых болезней.

## Историческая справка
Комариный энцефалит описан после большой вспышки в Японии, охватившей около 6125 человек. Около 80 % умерли. Возбудитель японского энцефалита впервые описан в 1930-е годы. В России первые случаи комариного энцефалита были зарегистрированы в 1938—1939 годах в Приморье. Первая публикация, посвящённая клинике болезни, принадлежит профессору А. Г. Панову в 1940 году.

## Эпидемиология

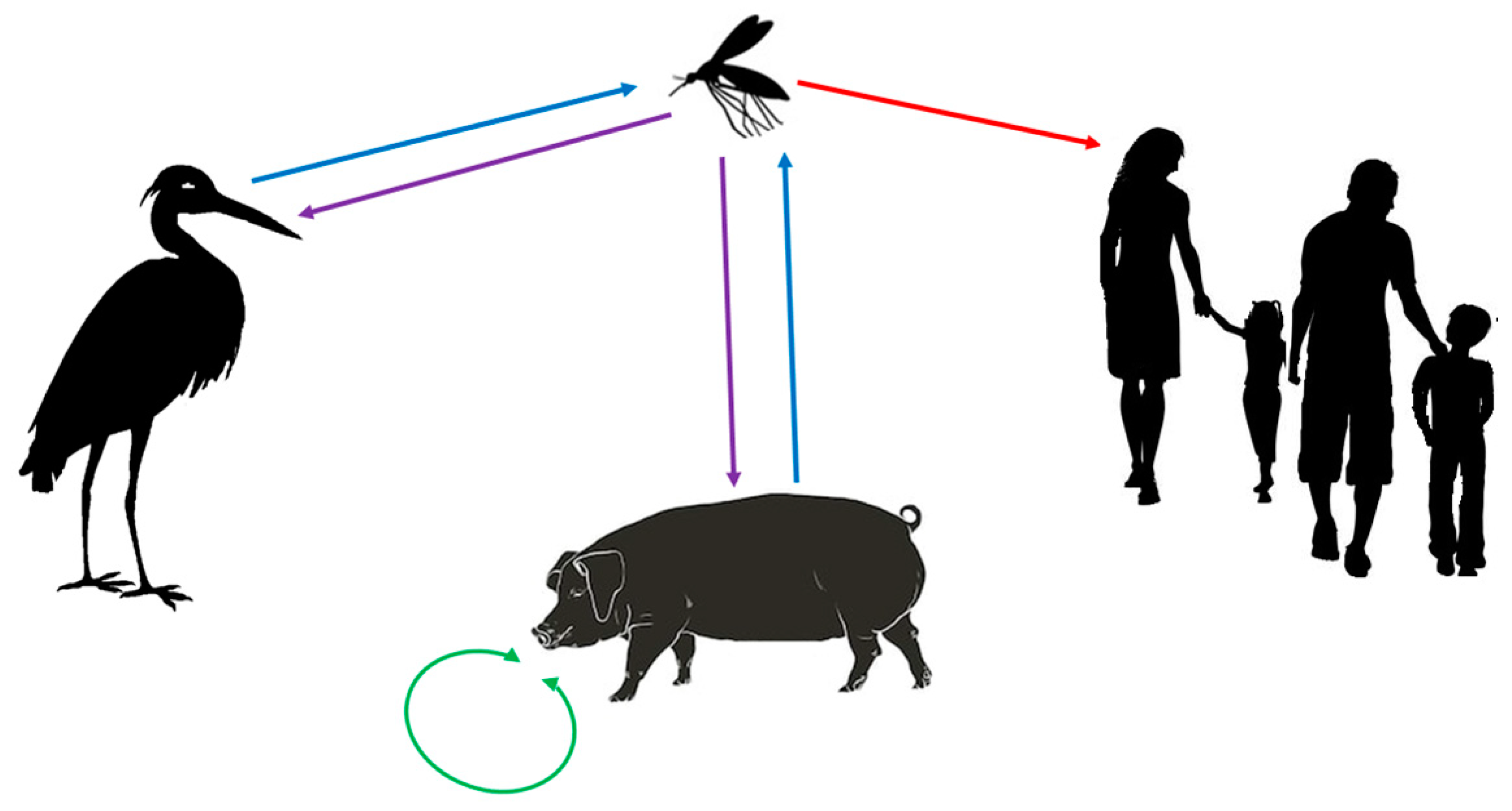
Схема механизма передачи комариного энцефалита

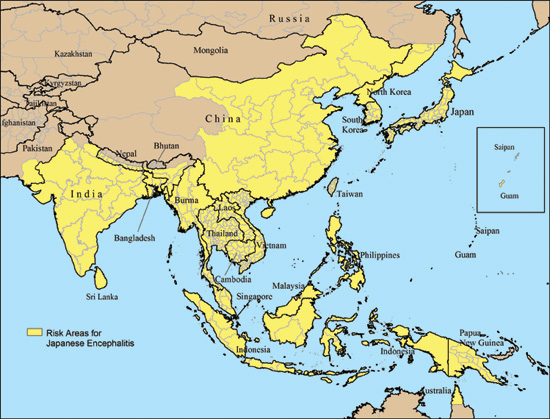
Географическое распространение японского энцефалита

Японский (комариный) энцефалит вызывается вирусом, переносчиками которого являются комары (Culex pipiens, Culex trithaeniorhynchus, Aedes togoi, Aedes japonicus). Чаще всего болеют люди, но также могут заразиться и обезьяны, белые мыши и домашний скот. Заражение человека происходит в результате попадания слюны комара в ранку, возникающую при укусе. Для японского энцефалита характерна сезонность, связанная со временем выплода комаров. Заболевают преимущественно люди молодого возраста, работающие в заболоченных местах.

## Этиопатогенез
Вирус японского энцефалита относится к роду Flavivirus семейства Flaviviridae, входит в экологическую группу арбовирусов. Вирус содержит РНК, его размеры не превышают 15—22 нм. При кипячении сохраняется в течение двух часов. Спирт, эфир и ацетон оказывают угнетающее действие на активность возбудителя только через 3 дня. Долго сохраняется в лиофилизированном состоянии. При низких температурах может сохраняться более года. Входными воротами является кожа. Распространение вируса может происходить как гематогенным, так и периневральным путями. Затем вирус проникает в паренхиму головного мозга, где и происходит его размножение. При тяжёлых формах наблюдается генерализация инфекции и репродукция возбудителя как в нервной системе, так и за её пределами. После накопления в нейронах вирус опять попадает в кровь, что соответствует началу клинических проявлений.

## Патоморфология
У умерших оболочки и вещество мозга отёчны и полнокровны, в веществе мозга имеются кровоизлияния, очаги размягчения. При гистологическом исследовании обнаруживают периваскулярные инфильтраты, геморрагии, явления нейронофагии и дистрофии нервных клеток. Во внутренних органах — полнокровие, кровоизлияние в серозные и слизистые оболочки, дистрофические изменения, особенно в мышце сердца, в печени и почках. Непосредственной причиной смерти являются поражение ствола мозга, отёк и набухание мозга, ИТШ.

## Клиническая картина
Инкубационный период болезни от 5 до 15 дней. Заболевание начинается внезапно с бурно нарастающих общеинфекционных симптомов. Могут наблюдаться продромальные явления в виде быстрой утомляемости, общей слабости, сонливости, снижения работоспособности. Иногда встречаются диплопия, снижение остроты зрения, расстройства речи, дизурические нарушения. В первый день болезни возникает фебрильная лихорадка, со второго дня болезнь сопровождается ощущением жара или потрясающим ознобом, резкой головной болью, рвотой, сильным недомоганием, разбитостью, пошатыванием, миалгиями, гиперемией лица и конъюнктивитом, брадикардией, сменяющейся тахикардией, тахипноэ. Нередко развивается коматозное состояние, петехиальная экзантема, что сопровождается изменениями сознания. Нередкими признаками острого периода являются миоклонические фибриллярные и фасцикулярные подёргивания в различных мышечных группах, в особенности на лице и в конечностях, грубый неритмичный тремор рук, усиливающийся при движениях. В клинической картине болезни выделяют несколько синдромов, которые могут сочетаться друг с другом.
Инфекционно-токсический синдром характеризуется преобладанием симптомов общей интоксикации при минимуме неврологических нарушений. В картине периферической крови определяется повышение СОЭ до 20—25 мм/ч, увеличение количества гемоглобина и эритроцитов, нейтрофильный лейкоцитоз с резким сдвигом лейкоцитарной формулы влево вплоть до юных форм.
Менингеальный синдром протекает по типу серозного менингита. Также встречаются судорожный, бульбарный, коматозный (90 % летальности), летаргический, аментивно-гиперкинетический и гемипаретический синдромы. Тяжесть течения болезни и полиморфизм её проявлений обусловлены особенностями поражения мозга. Симптомы болезни достигают наибольшей интенсивности на 3—5-е сутки от начала болезни. Летальность составляет 40—70 %, большей частью в первую неделю болезни. Оставшиеся в живых выздоравливают очень медленно, при длительных астенических жалобах.

## Профилактика
В очагах японского энцефалита проводят комплекс противокомариных мероприятий, осуществляют меры по защите от нападения комаров и созданию активного иммунитета у населения. Иммунизацию проводят по эпидемическим показаниям населению эндемических очагов с помощью формолвакцины. Для экстренной пассивной профилактики применяют однократно 10 мл гипериммунной лошадиной сыворотки или 6 мл иммуноглобулина.
Стандартный график вакцинации включает в себя два этапа. На первом этапе, в возрасте от 3 до 4 лет, проводится первичная вакцинация, состоящая из двух прививок с интервалом от 6 до 28 дней. Через примерно год после второй прививки проводится одна дополнительная вакцинация. На втором этапе, в возрасте от 9 до 10 лет, проводится одна прививка. Этот график вакцинации основан на рекомендуемых временных промежутках и предназначен для профилактики инфекционных заболеваний.

## Прогноз
Японский энцефалит отличается тяжелым течением. Нарастание симптомов происходит в течение 3—5 суток. Температура держится от 3 до 14 дней и падает литически. Летальный исход отмечается в 40—70 % случаев, обычно в 1-ю неделю болезни. Однако смерть может наступить и в более поздние сроки в результате присоединившихся осложнений, часто возникающих в результате антителозависимого усиления инфекции (ADE). В благоприятных случаях возможно полное выздоровление с длительным периодом астении.